# Ben Verweij
Bernard Willem Jan "Ben" Verweij , född 31 augusti 1895 i Medan, död 14 juli 1951 i Amsterdam, var en nederländsk fotbollsspelare.
Verweij blev olympisk bronsmedaljör i fotboll vid sommarspelen 1920 i Antwerpen.